# Smolinské
Smolinské (in ungherese Szomolánka) è un comune della Slovacchia facente parte del distretto di Senica, nella regione di Trnava.